# RTL Lounge
RTL Lounge és un canal de televisió generalista privat luxemburguès i que difon programes a escala internacional, tot i adreçar-se a un públic neerlandès. El canal és l'obra dels dirigents d'RTL Véronique, el nom amb el qual es coneixia anteriorment l'RTL Nederland. El canal és en realitat obra de la remodelació feta pel grup el 2005, cosa que va comportar reemplaçar canals anteriors temàtics o generalistes per d'altres. RTL Lounge, dintre d'aquesta reestructuració, és mostra com un canal d'arrel totalment nova.